# Giuseppe Carta
Giuseppe Carta (Palermo, 5 marzo 1809 – Palermo, 6 gennaio 1889) è stato un pittore e scultore italiano.

## Biografia
Si dedicò alla pittura di storia, a quella religiosa e al ritratto È stato un eccellente affreschista. Fu allievo di Vincenzo Riolo e contemporaneo di Giuseppe Meli con il quale eseguì numerosi affreschi.
Realizzò opere per varie chiese, palazzi, teatri e ville di Palermo e di numerose cittadine siciliane. Dell'artista si ricordano le decorazioni realizzate per la Villa Bordonaro ai Colli, gli affreschi per la camera della duchessa a Villa Niscemi, le sovrapporte dipinte per il palazzo Tagliavia di San Giacomo a Sciacca (AG).
Tra le sue prime opere figurano una Vestizione di Santa Chiara e un Cristo con la Vergine e San Francesco, del 1844, realizzate per la chiesa palermitana di San Francesco d'Assisi. Pure a Palermo, per le chiese di chiesa di San Giuseppe dei Teatini, San Francesco e per la Congregazione dell'Olivella eseguì le grandi tele di Quaresima. Tra i suoi dipinti con tema a sfondo storico le fonti ricordano i bozzetti con Carlo V che concede la costituzione ai siciliani e Gaio Mario che piange tra le rovine di Cartagine, mentre il Gelone che entra vittorioso a Siracusa dalla battaglia di Himera del 1859 è conservato presso la Galleria d'Arte Moderna di Palermo. 

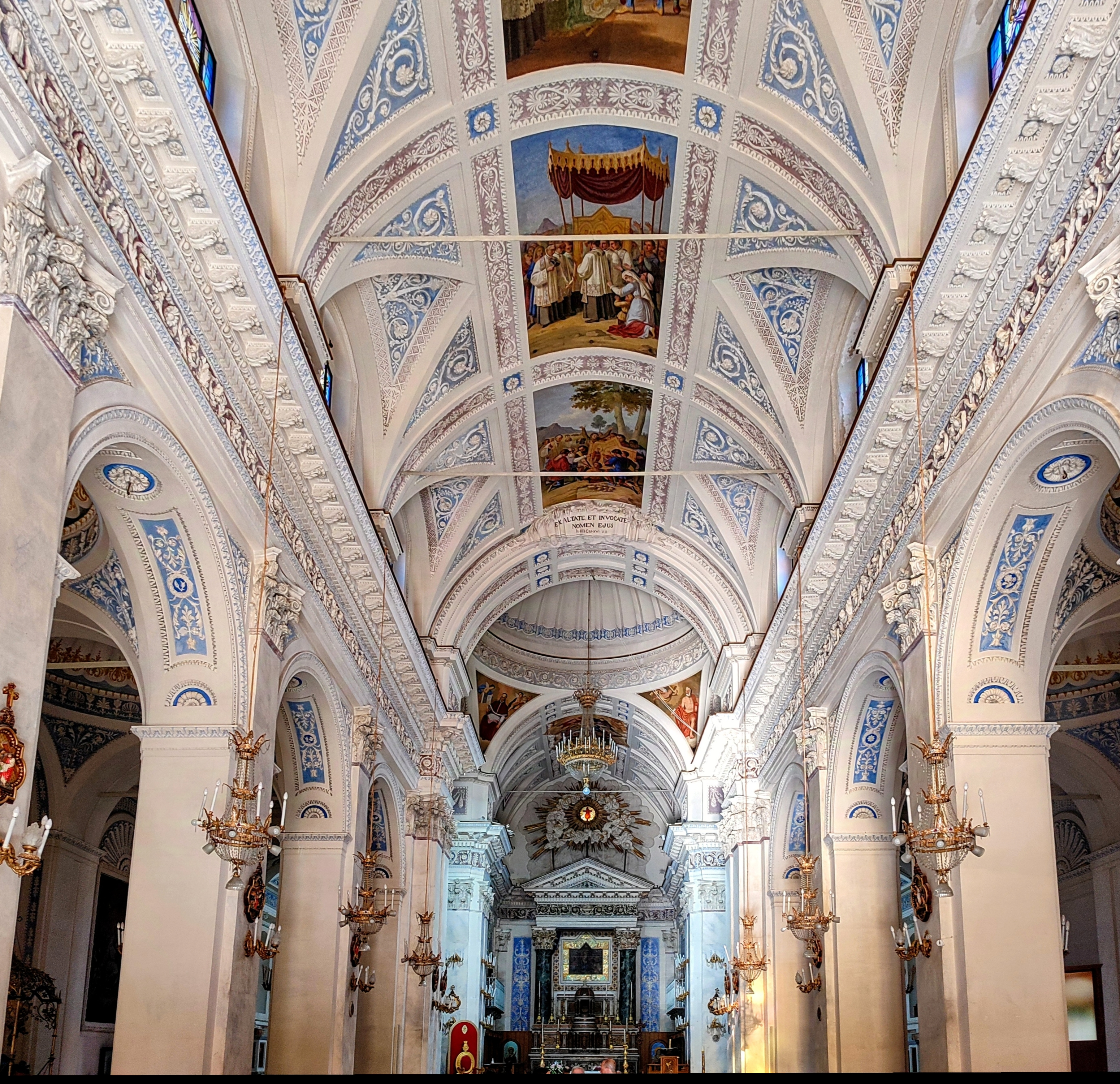
Affreschi presso la Basilica Santuario di Maria Santissima del Mazzaro

Attivo fin dal 1847 come frescante e decoratore del Duomo di Santa Maria della Neve a Mazzarino, e  presso la Basilica Santuario Maria santissima del Mazzaro, nel 1851 realizza a Bisacquino il quadro dell'Annunciazione custodito nella locale chiesa del Carmine e nel 1855 dipinse il sipario del teatro di Santa Cecilia a Palermo.
Soggiornò in Romania e in Turchia tra il 1874 e il 1878, dove fu chiamato dal vescovo francescano Giuseppe Salandari della diocesi moldava di Iași e turca di Istanbul dove eseguì diverse opere di pregiato valore. In particolare a Iași nella Cattedrale Vecchia (Chiesa cattolico-romana della Vergine Assunta di Iași) in stile gotico, realizzò numerosi affreschi rappresentanti scene del vecchio e nuovo testamento alle volte e alle pareti e una grande tela per l'altare maggiore. A Istanbul nella cattedrale cattolica dello Spirito Santo produsse, invece, una pregevole grande tela raffigurante La discesa dello Spirito Santo sulla Madonna e gli Apostoli. Sempre in Turchia nella chiesa cattolica della Natività nel quartiere di Büyükdere di Sarıyer sempre nella provincia di Istanbul, realizzò alcune pregiate tele.
Ritornato in Sicilia nel 1879, decorò con splendidi stucchi il teatro Regina Margherita di Racalmuto e ne eseguì il sipario con la scena dei Vespri Siciliani.

## Opere
- 1886, Incoronazione della Vergine, olio su tela, opera custodita nel duomo dei Santi Apostoli Pietro e Paolo di Caltavuturo.

Alcune pitture dell'artista Giuseppe Carta si possono ammirare nella chiesa di San Giuseppe in Montelepre. Nella volta della navata centrale, tre ottocentesche tele raccontano la vita di Giuseppe l'Ebreo. Altre scene della vita di Giuseppe sposo di Maria sono affrescate nella parete del presbiterio.